# Jurinella caeruleonigra
Jurinella caeruleonigra är en tvåvingeart som först beskrevs av Macquart 1846.  Jurinella caeruleonigra ingår i släktet Jurinella och familjen parasitflugor.
Artens utbredningsområde är Colombia. Inga underarter finns listade i Catalogue of Life.